# Le Christ dans le désert
Le Christ dans le désert est un tableau du peintre russe Ivan Kramskoï réalisé en 1872. Cette huile sur toile est conservée à la galerie Tretiakov de Moscou,,.

## Sujet et description
Ce tableau est un des plus connus parmi les œuvres de Kramskoï. Le peintre choisit un sujet religieux qui présente à la fois un aspect humain, moral, philosophique et propose une interprétation psychologique de la vie et des sentiments du Christ.
Le sujet du tableau est lié aux textes de l'Évangile qui décrivent le jeûne de Jésus-Christ dans le désert où, après son baptême, il s'est retiré, et durant lequel il a connu la tentation, par Satan. L'artiste a voulu, par reconnaissance, saisir cette situation dramatique provenant du choix moral que le Christ doit faire et devant lequel tout homme est placé à un moment ou l'autre de sa vie,,,.
Le Christ est représenté assis sur une pierre grise, dans un environnement désertique de pierre, tout de gris. Kramskoï utilise la couleur froide du début de matinée, de l'aube. La ligne de l'horizon est posée relativement bas et divise l'image en deux parties presque égales. Si la partie basse est un désert pierreux et froid, le haut du tableau est un ciel qui précède l'aurore, symbole de la lumière et de l'espoir d'une transfiguration à venir. La figure du Christ est représentée dans un manteau noir et rouge qui s'harmonise au paysage grisâtre qui l'entoure.
La retenue dans le choix des vêtements permet au peintre de donner plus d'importance au visage et aux mains du Christ, de leur donner plus de crédibilité et d'humanité. Les mains fortement serrées se trouvent pratiquement au centre géométrique du tableau. Ensemble avec le visage du Christ elles sont le centre émotionnel de la composition qui attire le regard du spectateur.
L'image est statique, il n'y a pas de mouvement, mais l'esprit du Christ et la puissance de son esprit sont en action, malgré les souffrances déjà endurées et celles encore à venir et à supporter. À la question du public qui lui demandait : « Ce n'est pas le Christ et comment savez vous s'il était ainsi ? » Kramskoï répondait : « je me suis permis d'oser répondre à cette question, mais il est vrai que la figure du Christ vivant ne nous est pas connue » . Comme dans d'autres toiles, la finition technique est parfaitement achevée à tel point que certains l'ont même jugée excessive et inutile.

## Histoire

### La peinture religieuse
Les chefs de file de la peinture russe comme Ilia Répine, Victor Vasnetsov, Nikolaï Gay étaient profondément troublés par les questions religieuses. Répine considérait que la religion était la forme motrice de l'art en procurant aux hommes les idéaux les plus élevés. Tous voulaient apporter un souffle nouveau à l'art sacré. Or la peinture religieuse avait pratiquement cessé d'exister depuis Pierre le Grand. Les grands maîtres d'icônes de Novgorod et de Moscou avaient disparu - Roublev, Maître Denis, Simon Ouchakov et d'autres iconographes - et personne n'avait remplacé ces peintres dans la peinture russe. Quelques-uns des artistes les plus doués essayèrent de recréer une peinture religieuse russe, parmi lesquels Alexandre Ivanov, Nikolaï Gay et Ivan Kramskoï. La figure du Christ qu'ils vont créer n'est toutefois plus celle des icônes mais celle d'un homme trahi, accablé par la douleur, livré au supplice de la mort, et non un Christ en gloire, roi du ciel, vainqueur de la mort. Cela peut paraître étonnant pour des peintres soutenus par une gauche révolutionnaire, mais cela fait partie du caractère du peuple russe qui diffère des autres peuples, selon Nicolas Berdiaev, en ceci que quand il devient athée, il garde toujours un caractère éthique qui lui vient du christianisme. Par ailleurs, les Ambulants vont ramener les sujets religieux aux problèmes de l'époque en leur donnant un caractère d'actualité .

### À la recherche de «son» Christ

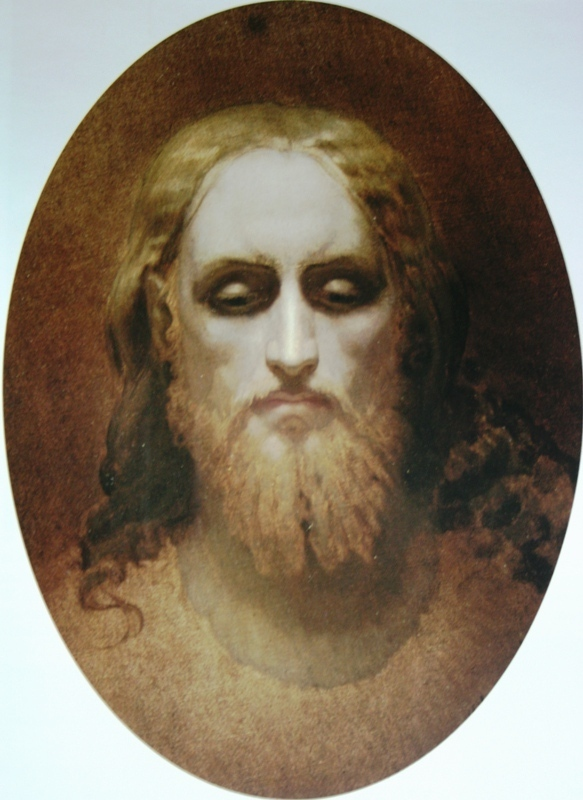
Tête du Christ par Kramskoï (1863)

Le thème de la Tentation du Christ intéressait déjà Kramskoï au début des années 1860, quand il étudiait à l'Académie russe des Beaux-Arts et se passionnait pour l'œuvre d'Alexandre Ivanov. La vue du tableau de ce dernier,  l'Apparition du Christ au peuple révéla sa vocation à Kramskoï. Il se donna alors pour mission de trouver un type de Christ russe. « Le Christ italien est beau, on peut même dire divin, mais c'est pour moi un étranger » écrit-il en 1873. À la fin de l'hiver 1863—1864, Ilia Répine, alors âgé de 19 ans, lui rend visite dans l'appartement de Kramskoï sur l'Île Vassilievski. Répine voit la tête du Christ réalisée en argile et la même tête peinte sur la toile. Kramskoï fait part à Répine de ses sentiments sur la tragédie profonde dans la vie du Christ, sur la tentation dans le désert et sur le fait que des gens ordinaires subissent aussi de telles tentations. Une de ces études de cette période de «Tête du Christ» (1863, toile, huile, 55,5 × 41,5 cm), se trouve aujourd'hui au musée des beaux-arts de Carélie à Petrozavodsk

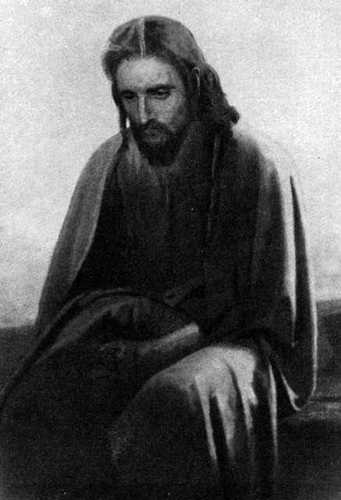
Première variante du tableau (1867)

En 1867, Kramskoï réalise la première version du tableau représentant le Christ. On sait que c'est un agriculteur de Stroganov de la sloboda de Vypolzovo du district de Pereiaslavskovo, qui posa pour lui. Cette première version ne le satisfait toutefois pas, et Kramskoï considère que l'utilisation d'une toile de format allongé verticalement comme il l'a fait ne convient pas au sujet. La surface du tableau est, sur cette toile, entièrement occupée par la figure du Christ et il n'y a plus d'espace pour représenter le désert ,.
À la fin de l'année 1869, Kramskoï visite une série de musées européens en commençant par ceux de Vienne, puis d'Anvers, de Paris et se familiarise avec l'art des anciens et des nouveaux maîtres européens. Mais en même temps il est en quête d'une figure pour « son » Christ.

### Travail sur le tableau
Kramskoï commence à travailler sur la version de base de son « Christ dans le désert » en novembre 1871. Puis il part en Crimée, à Bakhtchissaraï et Çufut Qale, pour pouvoir éprouver lui-même les sentiments d'un homme seul dans la montagne dans le désert.

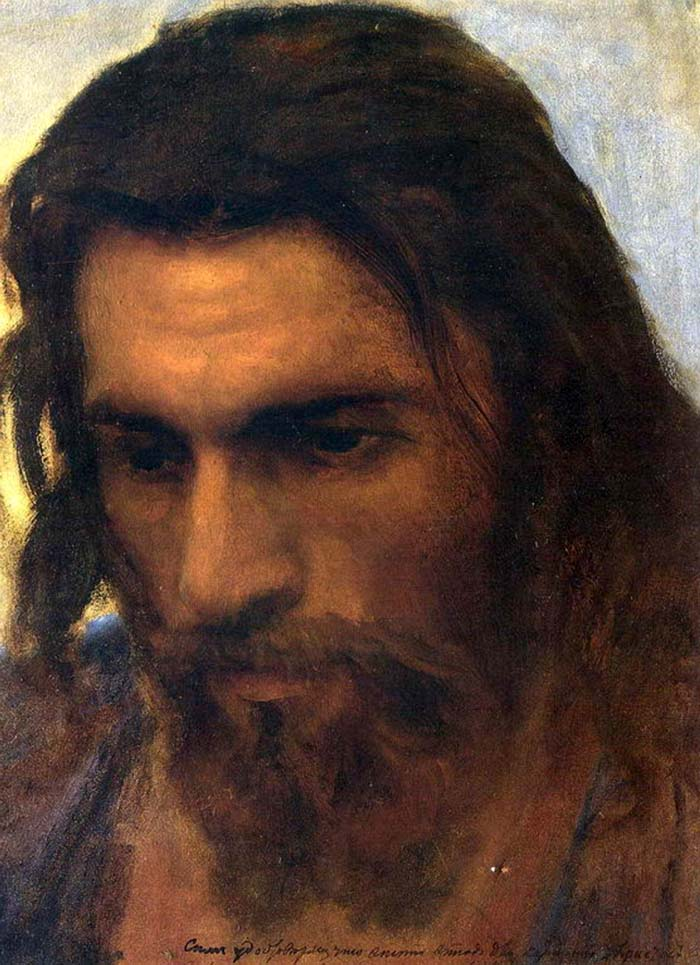
Étude pour la tête du Christ

Il poursuit son travail durant l'été 1872 dans sa datcha à Louga, près de Saint-Pétersbourg, où il vit avec des artistes parmi lesquels Ivan Chichkine et Constantin Savitski,. Comme l'écrit sa biographe Anna Tsomakion, « Constantin Savitski, qui a vécu cet été 1872 avec Kramskoï, raconte ensuite à Répine, comment Kramskoï souffrait à cette époque d'essoufflement, d'insomnies. Savitski était le témoin involontaire du trajet de Kramskoï, se faufilant, dès l'aube, jusqu'à son Christ pour y travailler jusqu'à n'en plus pouvoir. Et Kramskoï, lui, écrit à Fiodor Vassiliev : „ Voilà déjà cinq ans qu'il est sans cesse devant moi, je devrai le peindre pour pouvoir en être quitte “. »
Kramskoï resta trois mois dans cette datcha, de fin juin à fin septembre (selon le calendrier julien), travaillant sans relâche à son « Christ dans le désert ».

### Après la création
La toile est présentée à la deuxième exposition des Ambulants à l'automne 1872. Elle provoqua une forte impression sur les visiteurs, comme Kramskoï en écrit,, « Le public a des opinions multiples et divisées sur mes toiles. Mais il est vrai aussi qu'il n'y a pas trois personnes qui disent la même chose. Rien d'important toutefois. Mais le  « Christ dans le désert » — c'est la première œuvre à laquelle j'ai travaillé aussi sérieusement. Je l'ai peinte avec mes larmes et mon sang...elle m'a fait endurer beaucoup de souffrances ..., c'est le résultat d'années de recherches… »
Au début de l'année 1873, le conseil Académie russe des Beaux-Arts décida d'accorder son prix à Kramskoï pour sa toile du « Le Christ dans le désert ». Apprenant cette nouvelle, Kramskoï écrivit qu'il refusait ce prix pour pouvoir rester indépendant de l'Académie. Il est vrai que Kramskoï avait été à la tête de la révolte des Quatorze survenue dix années auparavant à l'Académie impériale des beaux-arts,,.

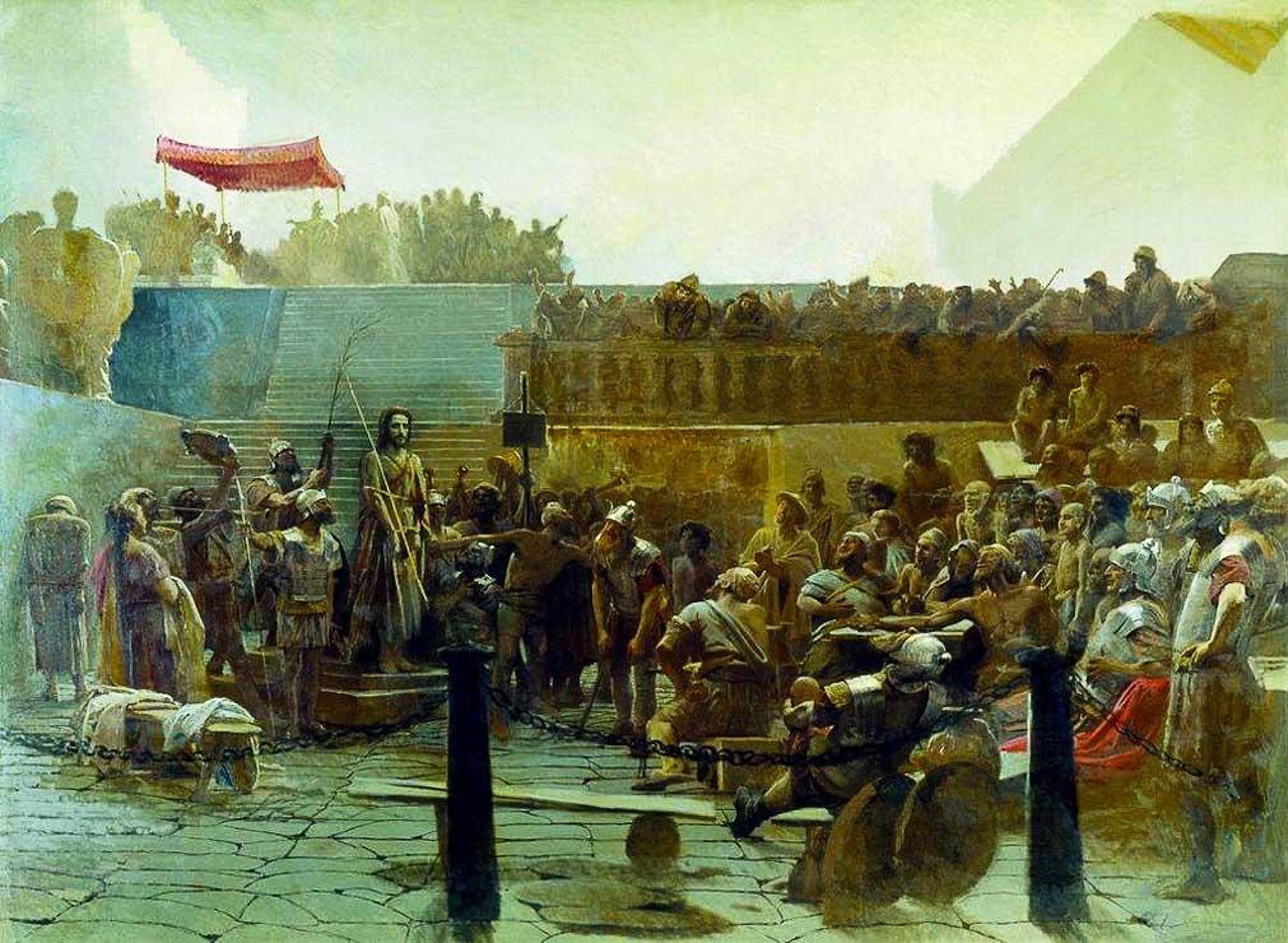
Rires, Salut à toi Roi des Juifs !, tableau de Kramskoï

Kramskoï reçut plusieurs propositions d'achat de sa toile : notamment de la part de Kozma Soldatenkov et de l'Académie des beaux-arts elle-même. Mais le premier qui lui a payé le prix (6 000 roubles) c'est Pavel Tretiakov qui très vite l'acheta pour sa collection qui sera à la base de la galerie Tretiakov. Kramskoï écrit dans une lettre à Fiodor Vassiliev: «Tretiakov est venu m'acheter le tableau, il négocie et il y a de quoi! Je le stupéfie, du fait que je ne lui demande pas moins de 6 000 roubles pour le tableau. C'est à devenir fou. Et le voilà qu'il râle. Mais il n'abandonne pas ». Selon Tretiakov lui-même, le Christ dans le désert (ou encore le Sauveur comme il l'appelait) était un de ses tableaux préférés. Il lui semblait que c'était parmi les toiles russes récentes, c'était la meilleure. Et c'est pourquoi il s'empressa de l'acheter».
Cinq ans après avoir terminé le Christ dans le désert, Kramskoï a commencé à travailler à une autre peinture monumentale sur un autre thème de la vie du Christ. C'est « Le rire » ou « Salut Roi des Juifs ! », ou encore « le Christ dans la cour de Ponce Pilate ».
Le peintre pensait encore compléter ces tableaux avec une flagellation. C'était un projet de toile gigantesque (373 × 501 cm) qui n'a jamais été achevé. Certaines parties de l'œuvre sont stockées au Musée russe de Saint-Pétersbourg.

## Critique
Le critique d'art Vladimir Stassov écrit dans son essai « L'œuvre d'Ivan Kramskoï » : 

« En 1872 Kramskoï peint son  « Christ dans le désert », un tableau superbe, plein de chaleur et d'un certain lyrisme : elle porte les traces de l'étude approfondie faite par Alexandre Ivanov des courants nouveaux et de sa sympathie pour ceux-ci. »

Quant à l'écrivain Ivan Gontcharov il rappelle à propos de ce tableau du Christ : 

« L'artiste vous plonge dans les profondeurs de son art, où vous comprenez peu à peu ce qu'il pensait lui-même quand il a peint ce visage, épuisé par le jeûne, par la prière, par la souffrance, couvert de larmes et torturé par les péchés du monde, pour finalement trouver la force de vaincre.
La taille du personnage du Christ semble légèrement diminuée par rapport à une taille humaine naturelle. Non pas du fait de la faim, de la soif, de la vie dans le désert, mais bien du fait de sa lutte intérieure sur son esprit et sur sa volonté, contre les forces de la chair et de l'esprit qu'il s'apprête à affronter et à vaincre. Rien de triomphant pourtant ni de grandeur héroïque. Le sort du monde et de toute vie se trouve dans cette créature, d'aspect misérable, en guenilles, pleine d'humilité et en même temps d'une véritable grandeur, d'une véritable puissance. »

Léon Tolstoï appréciait beaucoup le tableau de Kramskoï. Dans une lettre à Pavel Tretiakov il écrit que le Christ de Kramskoï est le meilleur qu'il connaisse.
Et Pavel Tretiakov lui-même dans une réponse à Tolstoï précise que ce tableau est pour lui une œuvre capitale et qu'il est très heureux que ce soit celle d'un artiste russe.
Il y a eu des réactions négatives également, comme celle d'Alexandre Nikolaïevitch Benois qui considérait l'image du Christ de Kramskoï peu heureuse, présumant que Kramskoï ne savait pas très bien pourquoi il avait pris ce sujet, ni définir exactement son attitude spirituelle vis-à-vis du Christ .

À l'époque soviétique, le critique d'art Georges Karlovitch Vagner écrivait : 

« Le tableau de Kramskoï et la passion qu'il inspire n'est pas du tout un mythe, ni une modernisation religieuse des idées d'une époque révolutionnaire. C'est un mouvement de l'âme d'un artiste d'une grande sensibilité, ayant reçu en don une illumination divine <...> Au cœur de la création du tableau se trouve l'idée profonde du choix d'une voie à suivre („ Où aller —  à droite ou à gauche ?“), mais aussi la lutte du divin avec le diable. Et aussi, la lutte douloureuse du Christ pour réunir en sa personne la nature divine et la nature humaine. »

L'importance de ce tableau l'histoire de la main de celui qui créa et dirigea la Société des Expositions ambulantes n'a pas échappé aux critiques étrangers qui se penchent sur l'histoire de la peinture russe .
Le français Louis Réau reconnaît à Kramskoï, au sein des artistes de sa génération, le mérite d'avoir été le fondateur des Ambulants et d'avoir électrisé le courage des dissidents de l'académie impériale. Mais Réau apprécie le « Christ dans le désert » comme suit : « Il laisse entrevoir ce qu'il voulait faire : malheureusement il n'a pas su donner à son rêve une forme vivante ».
Valentine Marcadé, voit elle, ce tableau « baigné dans une lumière blafarde, dans un paysage désolé et lunaire. Ce sujet reflète dans une certaine mesure l'état d'âme de Kramskoï qui avait levé l'étendard contre les anciennes lois et était resté en définitive abandonné par tous ses compagnons, incompris et livré à la risée de ses adversaires. ».